# Manifesto di Praga
Il manifesto di Praga (in Esperanto Manifesto de Prago) è un insieme di sette principi del movimento esperantista. È stato pubblicato nel luglio 1996 durante il Congresso Universale di Esperanto tenutosi a Praga. Esso è rivolto ai governi ed alle organizzazioni internazionali, confermando gli ideali ed i diritti che sono ritenuti fondamentali per il movimento, e che non sarebbero rispettati da tali autorità.

## I punti del manifesto
1. Il primo punto (Democrazia) condanna l'ingiustizia causata dalla divisione tra coloro che devono imparare una lingua straniera come obbligo, dovendo investire anni di studio (ad esempio per poter lavorare), ed i nativi (attualmente dell'inglese, in futuro forse del cinese o di qualsiasi altra lingua) che possono dedicare tali energie nello studio in altri ambiti di conoscenza.
2. Il secondo punto (Educazione transnazionale) pone l'accento sul fatto che chi impara l'esperanto non deve imparare la cultura di un singolo Paese, ma conosce un mondo senza frontiere.
3. Il terzo punto (Efficacia pedagogica) mette in risalto come l'apprendimento di una lingua sia un ostacolo per alcuni soggetti non portati (che saranno per questo destinati ad una carriera lavorativa più umile). In esperanto, tutti riescono a raggiungere un alto livello anche se lo studio è tardivo, grazie alla logica che lo governa; addirittura, chi studia l'esperanto risulta facilitato nell'apprendimento di altre lingue.
4. Il quarto punto (Plurilinguismo) pone l'esperanto a difesa del plurilinguismo, visto che un esperantista conosce almeno due lingue, ma in genere anche di più.
5. Il quinto punto (Diritti linguistici) addita direttamente il rapporto tra il potere delle nazioni e le loro lingue.
6. Il sesto punto (Diversità delle lingue) si pronuncia a favore della diversità linguistica come ricchezza e non separazione.
7. Il settimo punto (Emancipazione umana) indica l'esperanto come ponte tra le diverse culture, che si incontrano senza imporsi una all'altra né distruggersi a vicenda.